# 伊藤財閥
伊藤財閥（いとうざいばつ）は、日本の財閥。松坂屋創業家である。

## 概要
織田信長の家臣であった伊藤蘭丸祐道が、1611年（慶長16年）、清洲越しにより新しく誕生した城下町名古屋に移り、名を源左衛門と改め、呉服小間物商伊藤屋を創業したのが、始まりである。その後、伊藤屋は、1768年に江戸に進出し、上野の松坂屋を買収して屋号をいとう松坂屋と改めた。これが現在の松坂屋の源流であり、1910年には第15代伊藤次郎左衞門祐民が株式会社化し近代百貨店になった。1924年に全館土足入場可能な百貨店を銀座に開店した。松坂屋に名称が統一されたのは、1925年である。かつては進取の気風に満ち、三越を凌いで日本一の売上を誇る流通業であった時期もあった。
一方、伊藤屋は、尾張藩御用達商人七家の一つとして藩財政に関わっており、明治維新後には伊藤為替方として公金を取り扱った。第14代伊藤次郎左衞門祐昌は、1881年、これを名古屋初の私立銀行伊藤銀行として設立し、近代銀行に発展させた。伊藤銀行はその後合併を繰り返し、東海銀行、UFJ銀行、三菱東京UFJ銀行を経て、現在の三菱UFJ銀行につながっている。
名古屋初の本格的国際観光ホテル（国策ホテル）の名古屋観光ホテルや名古屋商工会議所開設を主導するなど戦前の名古屋のサービス産業の中核として近代化に大きく貢献した。

## 歴代当主
当主は、初代祐道を除き、代々伊藤次郎左衞門を名乗る。
- 初代 伊藤源左衞門祐道（伊藤蘭丸）
- 2代 伊藤次郎左衞門祐基（伊藤祐基）
- 13代 伊藤次郎左衞門祐良（伊藤祐良）
- 14代 伊藤次郎左衞門祐昌（伊藤千次郎）
- 15代 伊藤次郎左衞門祐民（伊藤守松）
- 16代 伊藤次郎左衞門祐茲（伊藤松太郎）
- 17代 伊藤次郎左衞門祐洋（伊藤洋太郎）
- 18代 伊藤次郎左衞門祐哲（伊藤哲也）

## 伊藤財閥の流れを汲む現存する主な企業・施設
- 松坂屋
- 三菱UFJ銀行（旧東海銀行）
- 名古屋観光ホテル
- 揚輝荘